# Jaithara
Jaithara é uma cidade e uma nagar panchayat no distrito de Etah, no estado indiano de Uttar Pradesh.

## Demografia
Segundo o censo de 2001, Jaithara tinha uma população de 10,165 habitantes. Os indivíduos do sexo masculino constituem 54% da população e os do sexo feminino 46%. Jaithara tem uma taxa de literacia de 61%, superior à média nacional de 59.5%: a literacia no sexo masculino é de 68% e no sexo feminino é de 53%. Em Jaithara, 18% da população está abaixo dos 6 anos de idade.